# RG Qluck Wise
Ashong Wisdom Odai (né le 22 février 2000), connu professionnellement sous le nom de RG Qluck Wise, est un musicien, et graphiste ghanéen. Il a sorti son premier album, Affection Season, sur 4 avril 2025.

## Début de vie et l'éducation
Né le 22 février 2000 à Teshie, dans la région du Grand Accra, de Ashong Tetteh et Comfort Djagbley Anertey.
RG Qluck Wise a fréquenté l'école primaire anglicane de Teshie puis a ensuite poursuivi ses études à l'école secondaire presbytérienne d'Osu, où il s'est intéressé à l'art visuel.

## carrière
Malgré la formation formelle de Wise, il travaille actuellement professionnellement dans tant que graphiste spécialisé dans l'impression et le design. Sur son profil LinkedIn, il décrit ses diverses compétences et expériences dans les domaines créatifs qui inclure la production musicale, la  conception graphique, auteur et conception de sites Web . Il a découvert FL Studio Mobile, un outil décisif qui a été déterminant dans la formation de son identité musicale,
Le talent de RG Qluck Wise s'étend à travers différents genres musicaux, notamment le hip-hop, Afrobeats, le highlife et le hiplife. Sa polyvalence en tant que producteur a rapidement attiré l'attention, ce qui en fait une figure importante de la scène musicale ghanéenne.
Un des aspects déterminants de la carrière de RG Qluck Wise est son engagement inébranlable envers l'intégrité. Dans une industrie souvent marquée par le compromis, Wise se distingue en maintenant ses valeurs et en créant une musique qui reflète l'authenticité,. Il a sorti son premier album, Affection Season,  en avril, soutenu par le simple "Love You More" et "True Affection cover".
RG Qluck Wise a travaillé sur des chansons par Sarkodie,.

## Discographie

### EPs
- Affection Season (2025)[5],[11]

### Singles
- My Dream Come True

- Dey With You[12]

- Glory[13],[14],[15]

- Hard One[16]

- Trapping[17],[18]

- Fame[19]

- Nhyira Beat[20],[21]

- Photizo[22],[23]